# WORLD QUEST/拍拍肚子咕嚕叫
《WORLD QUEST/拍拍肚子咕嚕叫》（日语： pokopon pekōrya）是日本男性偶像組合NEWS第15張單曲，於2012年12月12日由傑尼斯娛樂發售。

## 概要
- 2012年第2張單曲，與前作「愛的嘉卡芭娜」隔5個月之新曲。自2006年「豌豆莢/赤腳的灰姑娘男孩」發售以來的雙A面單曲。
- 單曲有初回盤A、初回盤B、通常盤の3種版本。初回盤A附贈DVD，此DVD收錄Music Clip & Making。
- 「 WORLD QUEST 」: 日本電視台FIFA Club World Cup Japan 2012官方指定曲。「拍拍肚子咕嚕叫」: 劇集「花的懶散飯」主題曲。

## 收錄歌曲

### 初回盤A
1. WORLD QUEST
（作詞：MOZZA、作曲：ヒロイズム、編曲：吉岡たく、ヒロイズム）
2. 拍拍肚子咕嚕叫
（作詞：Hacchin' Maya、作曲：ヒロイズム、編曲：CHOKKAKU）

#### DVD
1. 「WORLD QUEST」Music Clip & Making」

### 初回盤B
1. 拍拍肚子咕嚕叫
（作詞：Hacchin' Maya、作曲：ヒロイズム、編曲：CHOKKAKU）
2. WORLD QUEST
（作詞：MOZZA、作曲：ヒロイズム、編曲：吉岡たく、ヒロイズム）
3. Quntastic!
（作詞：zopp、作曲：Erik Lidbom、大智、編曲：鈴木雅也）
4. 36℃
（作詞：きみどり、作曲：きみどり、編曲：井上慎二郎）

### 通常盤
1. WORLD QUEST
2. 拍拍肚子咕嚕叫
3. Hello
4. WORLD QUEST（オリジナル・カラオケ）
5. 拍拍肚子咕嚕叫（オリジナル・カラオケ）
6. Hello（オリジナル・カラオケ）